# Kobertsquelle
Koordinaten: 49° 58′ 48,4″ N, 9° 31′ 36,9″ O
Die Kobertsquelle ist eine als Naturdenkmal ausgewiesene Quelle im Landkreis Main-Spessart zwischen Rechtenbach und Lohr am Main im bayerischen Spessart.

## Beschreibung

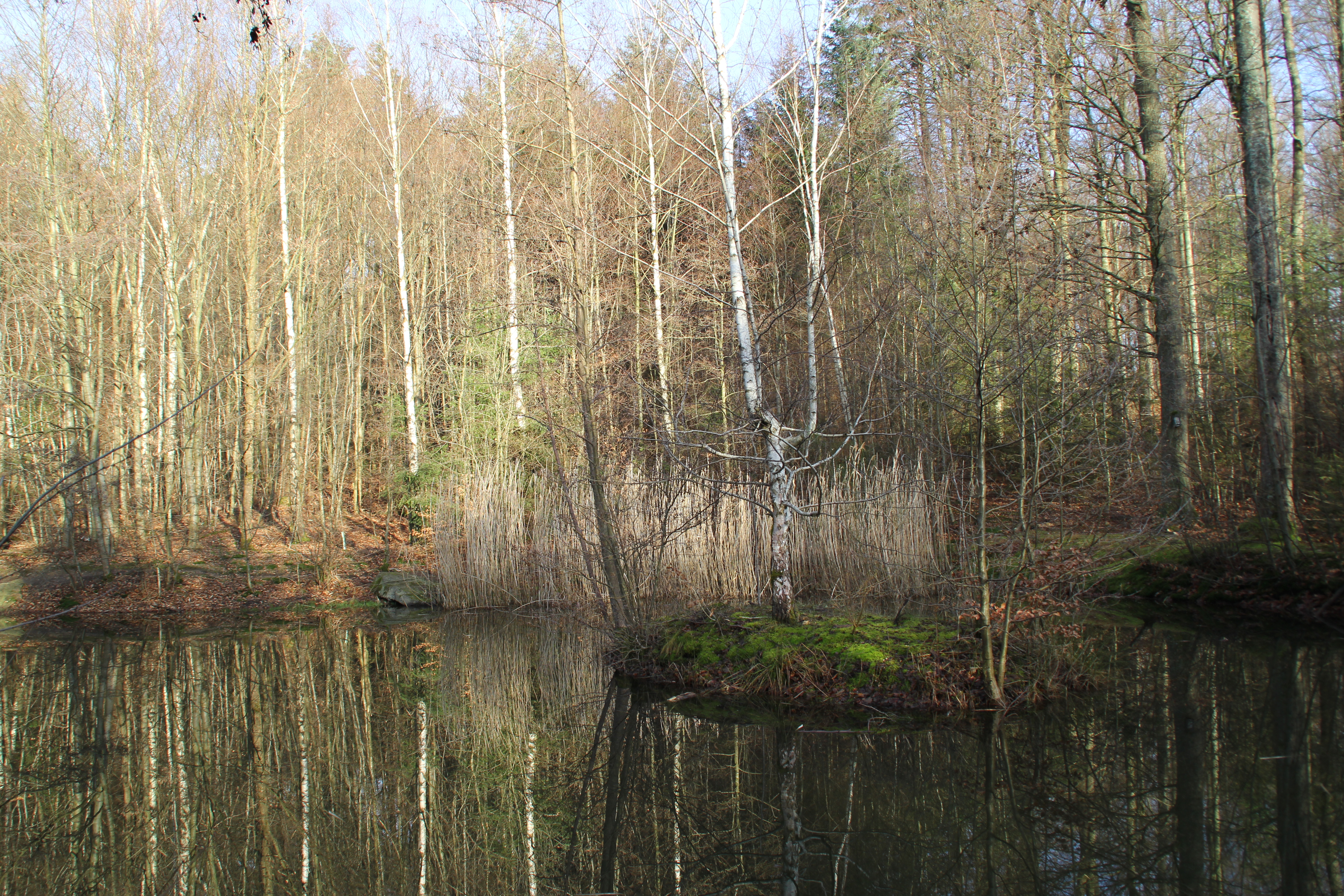
Der große Weiher an der Kobertsquelle

Die Kobertsquelle liegt etwas östlich von Rechtenbach auf ungefähr 390 m ü. NN am Südwesthang des Rothenbergs (456 m) im ehemaligen gemeindefreien Gebiet Rothenberg, darin in der historischen Forstabteilung 8 Herrnbrunn. Sie ist nach der einstigen „Kobertswiese“ benannt, die aufgeforstet heute den Waldflurnamen „Koberts“ trägt. Der dort entspringende, insgesamt weniger als 400 Meter lange Hangbach speist drei kleine künstlich angelegte Seen und erreicht über den Küchengraben den Rechtenbach. Im größten unteren Teich liegt eine Insel.
Die Quelle wurde vor langer Zeit in Sandstein gefasst. Am 26. August 2010 wies die Naturschutzbehörde des Landratsamtes Main-Spessart die Kobertsquelle wegen ihrer hervorragenden Eigenart als Naturdenkmal aus. Vom Oktober des gleichen Jahres an wurden die Quellfassung und deren steinerne Ablaufrinne zurückgebaut, der Bereich um die Quelle renaturiert und der Stauwall des oberen Teiches teilweise abgetragen. Damit soll erreicht werden, dass Kleinlebewesen künftig zwischen den kleinen Teichen und der Quelle wandern können, in deren Bereich das Wasser übers Jahr hinweg recht beständig kühl bleibt. Beim Abbau des Walls wurden Reste eines alten Grabsteines von 1870 freigelegt.

## Flora und Fauna
In der Kobertsquelle und ihrer Umgebung leben Quellschnecken, Strudelwürmer und Feuersalamander. Es kommen auch Larven bestimmter Stein- und Köcherfliegen vor. Am Bachlauf wachsen Milzkraut und flutender Schwaden.